# Парра, Виолета
Виоле́та дель Ка́рмен Па́рра Сандова́ль (исп. Violeta del Carmen Parra Sandoval; 4 октября 1917, Сан-Карлос, провинция Ньюбле — 5 февраля 1967, Ла-Рейна (пригород Сантьяго) — чилийская певица, поэтесса, художница и фольклорист. Основательница движения Nueva canción (исп. — «Новая песня»).

## Биография
Виолета Парра родилась в 1917 году. Одна из девяти детей в семье учителя музыки и швеи. Младшая сестра поэта Никанора Парры. С 12-летнего возраста начала сочинять собственные песни. С 1938 года странствовала по всей Чили, собирая народные песни и выступая с собственными — часто остросоциальными. В 1954 году получила национальную премию за лучшее исполнение народных песен, в том же году приняла участие во Всемирном Фестивале молодежи и студентов в Варшаве. В 1961—1965 годах жила в Париже; 18 апреля 1964 году в Лувре открылась её персональная выставка — первая в этом музее авторская выставка латиноамериканского художника. Вернувшись в Чили, открыла в далёком пригороде Сантьяго общественный центр.
Покончила с собой, застрелившись. В своём посмертном письме, адресованном своему брату Никанору, написала, среди прочего: «Я не убиваю себя из любви. Я делаю это из гордости, которая восстает против посредственности» (Lo hago por el orgullo que rebalsa a los mediocres).
Её дети Исабель Парра (1939) и Анхель Парра (1943—2017) также стали певцами и авторами песен.

## Наследие
Песни Виолеты Парра — и прежде всего самую знаменитую из них, Gracias a la vida («Спасибо жизни») — исполняли и записывали такие значительные певцы из разных стран, как:
- Джоан Баэс (США),
- Элис Режина (Бразилия),
- Роберт Уайетт (Великобритания),
- Мерседес Соса (Аргентина),
- Чабука Гранда (Перу),
- Ясмин Леви (Израиль),
- Таня Либертад (Перу).
- Рафаэль (Испания)

О жизни Виолеты Парра рассказывает художественный фильм «Виолета отправилась на небеса», снятый Андресом Вудом в 2011 году. Фильм был выбран в качестве чилийской заявки на лучший фильм на иностранном языке на кинопремию Оскар 2012 года, но не попал в финальный список. Фильм получил приз кинофестиваля независимого кино Санденс 2012.
День рождения Виолеты Парра (4 октября) был выбран «Днём чилийских музыкантов». 
4 октября 2015 года состоялось открытие Музея Виолеты Парра (Museo Violeta Parra) в чилийской столице Сантьяго.